# Trosna
Trosna (in russo Тросна?) è un villaggio della Russia europea sudoccidentale, situato nell'oblast' di Orël; è il centro amministrativo del rajon Trosnjanskij.
Si trova nel rialto centrale russo, 65 km a sud di Orël.